# Sirník
Sirník (Hongaars: Szürnyeg) is een Slowaakse gemeente in de regio Košice, en maakt deel uit van het district Trebišov.
Sirník telt 613 inwoners.